# Ermita de Santiago de Guraya (Aramaio)
La Ermita de Santiago es un pequeño edificio religioso católico situado en el barrio de Guraya (Gureia en euskera), perteneciente a la anteiglesia de Uribarri, en el municipio de Aramaio, en la provincia de Álava.

## Localización
Situada en la loma de Guraya, es considerado uno de los primeros templos del valle de Aramaio.

## Historia
Se desconoce la fecha de la construcción de la ermita. Por su ubicación en el Camino de Santiago, procedente de Ibarra, que se dirige a la Llanada Alavesa, y por su advocación, se piensa que es medieval. 
Tiene en su propiedad tres porciones de terreno, que sobrevivieron a la desamortización del siglo XIX; una pequeña campa, poblada de hayas y robles, y dos montes “Iturrioz y Goikolabe” poblados de alerces y acacias. Ambos de escasa extensión.

### Legados
El testimonio más patente de la devoción de la vecindad de Uribarri y del valle a Santiago de Guraya se manifestaba en las mandas testamentarias legadas a la ermita con destino a sus obras, su ornato y su alumbrado (con aceite). En 1516, según registra uno de los testamentos más antiguos conservados en el valle, Martín de Guraya legaba una libra de aceite para la lámpara de Santiago del barrio de su apellido. A partir de este momento se repiten los legados a la ermita, sobre todo en los testamentos de la vecindad de las casas solares de Guraya y de otros caseríos feligreses de Uribarri. En especial se encuentran en las mandas testamentarias de los «dueños y señores de la Casa de Garay», linaje de Parientes Mayores y una de las más antiguas del valle, situada en lo alto de Guraya dominando una de las entradas a Aramaiona. 

## Descripción

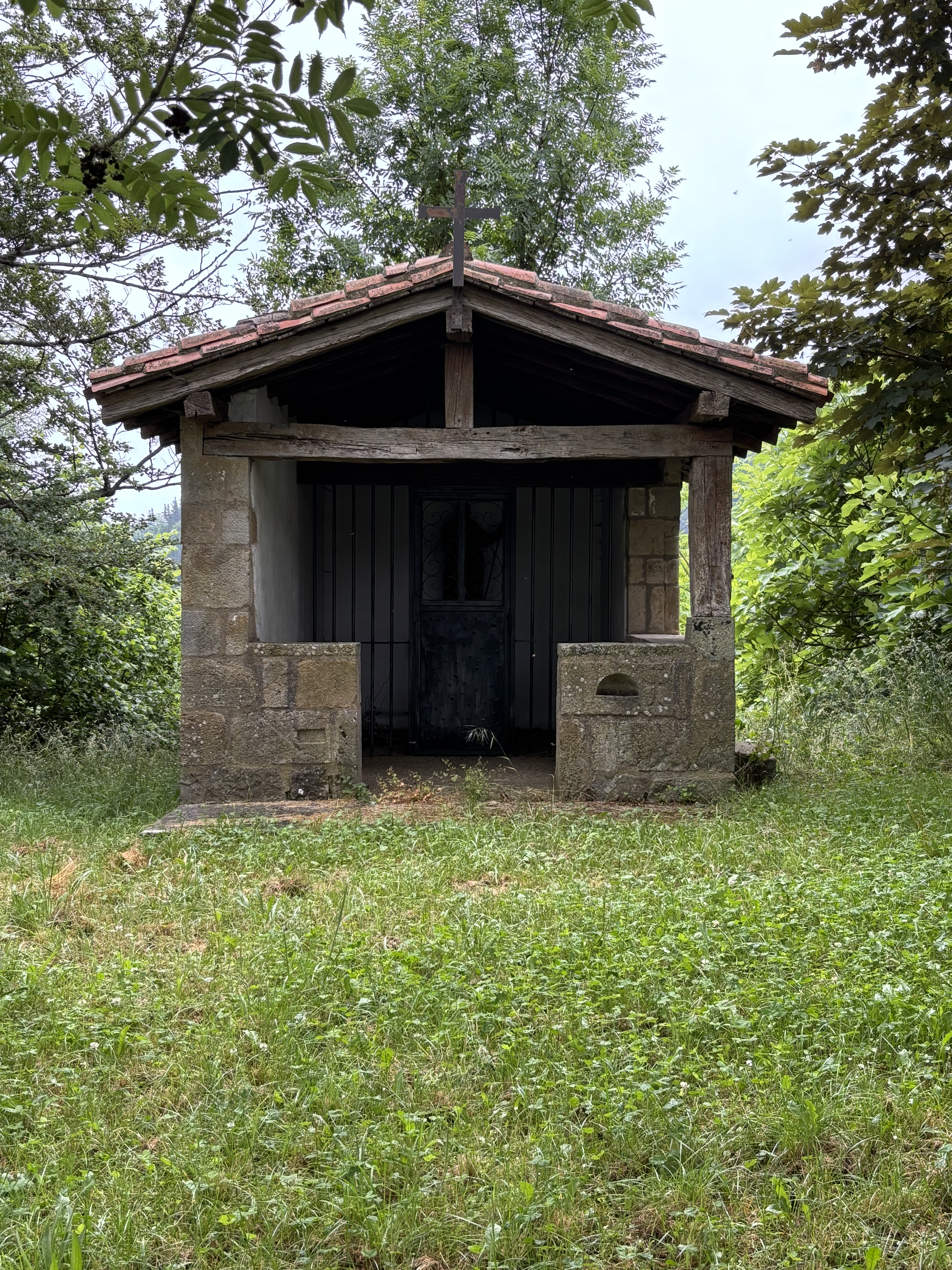
Ermita de Santiago

En 1729 se hizo la ermita prácticamente nueva, para que sirviera de parroquia durante las obras de la Iglesia de San Esteban. Ante la imposibilidad de su restauración, se derribó y se construyó nueva el 3 de octubre de 1997, en el lugar mismo que ocupó desde el medioevo, aprovechando sus materiales y conservando, aunque reducido, parte de su diseño anterior.

### Exterior
Tiene la cubierta a dos aguas con la armadura de madera de la techumbre a la vista desde el interior. El tejado del pórtico actual se apoya en un pie derecho situado en el ángulo de acceso al recinto, apeo de madera que, a su vez, descansa en el murete o antepecho de piedra que cierra, en lo bajo, los espacios abiertos de este pórtico.
Una reja de hierro, con los barrotes lisos, separa este recinto del pequeño ámbito de la ermita, totalmente abierta al pórtico en el muro de sus pies. Al centro de esta verja se abre la puerta de acceso al interior de la ermita; es de hierro, de un solo batiente y aligerada en lo alto con una reja, también de hierro, con volutas decorativas. Antes de su restauración estas rejas, muy deterioradas, eran de madera.
El único vestigio románico reaprovechado es una pequeña columna que se apoya en una basa de garras, tiene el fuste liso y el capitel decorado con motivos vegetales: dos hojas superpuestas colocadas en las aristas, talladas en bajorrelieve y de forma muy esquemática. Pertenece a un pequeño ventanal de la primitiva ermita medieval.

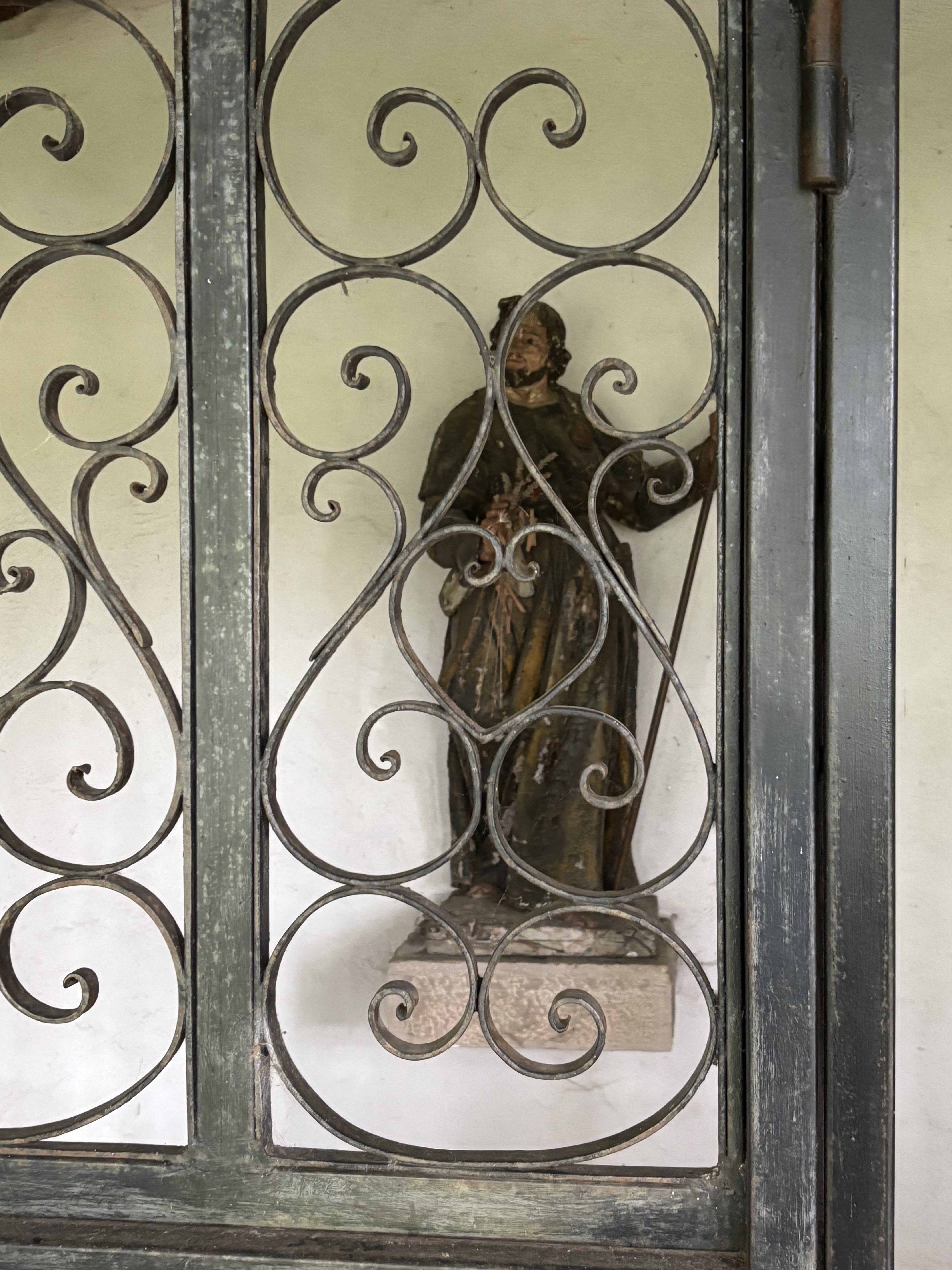
Imagen de Santiago

### Interior
La imagen de Santiago preside el frontis de la ermita y queda visible a través del enrejado del pórtico. Es una talla neoclásica, con la figura del santo de rostro expresivo. Santiago viste hábito de peregrino, con veneras en la esclavina, escarcela y bordón de caminante (1,10 m.). La imagen costó 450 reales, se adquirió en Éibar y se pagó en las cuentas de 1804 a 1805. En las mismas cuentas se pagaban «el coste del colateral de Santiago» con su mesa de altar, por el que se pagaron 2.899 reales, retablo que se doraba y jaspeaba a la vez que los colaterales de la iglesia. Es posible que en el nuevo retablo se colocaran tres imágenes: la de Santiago (en la ermita), la de San Pedro (en la parroquia de Untzilla), y la de San Pablo (en la ermita de San Pedro de Letasur). Estas tres imágenes no fueron del agrado del Obispo de Calahorra, Atanasio Puyal y Poveda, quien en su visita en el año 1819, consideró que eran indecentes y ridículas y mandó retirarlas. Los feligreses de Uribarri no hicieron caso del mandato del Obispo y las conservaron. 
Hubo también en esta ermita una talla que tradicionalmente recibió culto bajo la advocación de Santa Teresa. Pero examinada de cerca y liberada de sus trajes, resultó ser una Andra Mari de finales del siglo XIV, considerada la imagen más antigua que se conoce en el Valle de Aramaio. No se conserva nada de su pintura original, que parece estuvo policromada en oro.

## Festividad
Se celebra misa y romería cada 25 de julio en el barrio de Guraya.

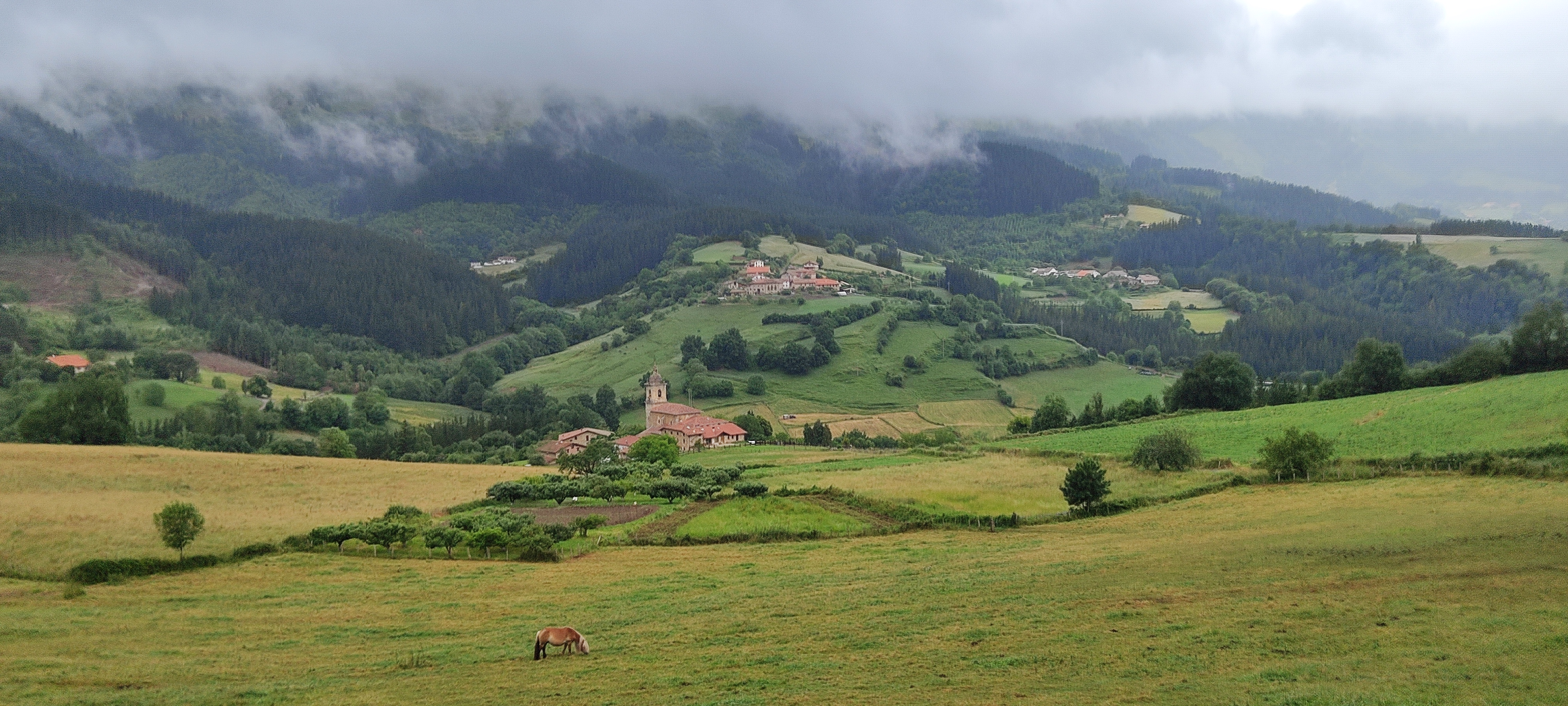
Vistas desde Guraya: En la parte inferior, Uribarri. Encima, Arexola. A la derecha, Arriola